# Сборная Нидерландов по теннису в Кубке Билли Джин Кинг
Сборная Нидерландов в Кубке Федерации — женская национальная сборная команда Нидерландов в Кубке Федерации — крупнейшем женском теннисном соревновании на уровне национальных сборных. Двукратная финалистка кубка (1968, 1997).

## История
Сборная Нидерландов участвует в розыгрышах Кубка Федерации с первого года проведения (1963) и бо́льшую часть этого времени провела в Мировой группе — высшем дивизионе турнира. В основном, однако, нидерландская команда не добивалась значительных успехов, часто выбывая из борьбы уже после первого круга.
Основные успехи нидерландской сборной приходятся на несколько основных периодов:
- в первые годы после начала проведения турнира, когда команда дошла в 1968 году до финала после победы над американками перед тем, как проиграть сборной Австралии и до полуфинала на следующий год (на сей раз уступив команде США)
- во второй половине 1970-х, когда её ведущим игроком была Бетти Стове; в 1976 году эта команда дошла до полуфинала, проиграв там американкам, а затем три года подряд уступала в четвертьфинале
- в середине 1990-х годов, когда в ней играла целая группа сильных теннисисток во главе с Брендой Шульц-Маккарти и Мириам Ореманс. Пиком выступлений этой сборной стал 1997 год, когда она выиграла у команд США и Чехословакии и вышла в финал Мировой группы, где уступила француженкам со счётом 1:4; единственное очко в финале принесла нидерландкам Шульц-Маккарти. После этого успеха, однако, наступил спад.

В 2000 году команда Нидерландов, уже без Шульц-Маккарти проиграв словенкам и австралийкам, опустилась в I Европейско-африканскую группу. С тех пор она больше десяти лет боролась за право вернуться в Мировую группу, один раз — в 2002 году — проиграв в плей-офф сборной Австралии во главе с Алисией Молик, победившей 3:2. Дважды — в 2007 и 2012 годах — нидерландкам приходилось и бороться за право остаться в I Европейско-африканской группе, но с этой задачей они справлялись успешно. Ситуация изменилась, когда в 2014 году сборную возглавил бывший лидер мирового парного тенниса Паул Хархёйс: за следующие два сезона команда выиграла семь встреч подряд и вышла сначала во вторую, а затем и в первую Мировую группу. В 2016 году нидерландки стали полуфиналистками Мировой группы, но затем снова начался спад, и два года спустя сборная выбыла из первой Мировой группы, а на следующий год из второй, проиграв четыре встречи подряд. В ноябре 2021 года Хархёйса сменила на посту капитана Элизе Тамаэла — бывший игрок женской сборной страны и бывший личный тренер Кики Бертенс.

### Участие в финалах
| Результат | Год  | Участницы                                           | Соперник  | Счёт |
| --------- | ---- | --------------------------------------------------- | --------- | ---- |
| Поражение | 1968 | Л. Веннебур, А. Сурбек, М. Схар                     | Австралия | 0-3  |
| Поражение | 1997 | М. Боллеграф, К. Вис, М. Ореманс, Б. Шульц-Маккарти | Франция   | 1-4  |

## Рекорды и статистика
- Сезонов в Мировой группе — 26 (17 побед, 24 поражение)
- Самая длинная серия побед — 8 (2014—2016, включая победы над командами Хорватии, Бельгии, Люксембурга, Белоруссии, Японии, Словакии, Австралии и России и выход в полу I Мировой группы]])
- Самая крупная победа — 5:0 по играм, 10:3 по сетам, 74:44 по геймам ( Швеция —  Нидерланды, 1995)
- Самый длинный матч — 8 часов 38 минут ( Нидерланды —  Япония 3:2, 2014)
  - Наибольшее количество геймов в матче — 140 ( Нидерланды —  Япония 3:2, 2014)
- Самая длинная игра — 4 часа ( Светлана Кузнецова —  Ришел Хогенкамп 6-74, 7-5, 8-10, 2016); абсолютный рекорд Кубка Федерации[3]
  - Наибольшее количество геймов в игре — 46 ( Гертрёйда Валхоф/Бетти Стове —  Мэрилин Прайд/Робин Хант 15-13, 10-8, 1972)
- Наибольшее количество геймов в сете — 28 ( Гертрёйда Валхоф/Бетти Стове —  Мэрилин Прайд/Робин Хант 15-13, 10-8, 1972)

- Наибольшее количество сезонов в сборной — 14 (Аранча Рус)
- Наибольшее количество матчей — 39 (Мириам Ореманс)
- Наибольшее количество игр — 62 (Мириам Ореманс, 35—27)
- Наибольшее количество побед — 45 (Бетти Стове, 45—15)
  - В одиночном разряде — 22 (Бетти Стове, 22—5)
  - В парном разряде — 23 (Бетти Стове, 23—10)
  - В составе одной пары — 9 (Кристи Богерт/Мириам Ореманс, 9—3)
- Самый молодой игрок — 15 лет 101 день (Михаэлла Крайчек, 19 апреля 2004)
- Самый возрастной игрок — 38 лет 23 дня (Бетти Стове, 17 июля 1983)

## Состав в сезоне 2023 года
- Сюзан Ламенс
- Лесли Паттинама Керкхове
- Аранча Рус
- Лекси Стивенс
- Бибиана Схофс
- Деми Схюрс
- Арианне Хартоно

Капитан: Элизе Тамаэла

## Недавние матчи

### Плей-офф, 2023
| Украина 3 | SEB Arena, Вильнюс, Литва 11–12 ноября 2023 Хард(i) | SEB Arena, Вильнюс, Литва 11–12 ноября 2023 Хард(i)            | Нидерланды 1 |     |     |            |
| \| \| \| \| 1 \| 2 \| 3 \| \| \| - \| \| -------------------------------------------------------------- \| --- \| --- \| --- \| ---------- \| \| 1 \| \| Ангелина Калинина Сюзан Ламенс \| 6 2 \| 6 3 \| \| \| \| 2 \| \| Даяна Ястремская Аранча Рус \| 3 6 \| 2 6 \| \| \| \| 3 \| \| Ангелина Калинина Аранча Рус \| 6 4 \| 6 4 \| \| \| \| 4 \| \| Даяна Ястремская Сюзан Ламенс \| 4 6 \| 6 1 \| 7 5 \| \| \| 5 \| \| Людмила Киченок / Надежда Киченок Деми Схюрс / Арианне Хартоно \| \| \| \| not played \| |                                                     |                                                                |              |     |     |            |
| |                                                     |                                                                | 1            | 2   | 3   |            |
| 1 | Флаг Украины · Флаг Нидерландов                     | Ангелина Калинина Сюзан Ламенс                                 | 6 2          | 6 3 |     |            |
| 2 | Флаг Украины · Флаг Нидерландов                     | Даяна Ястремская Аранча Рус                                    | 3 6          | 2 6 |     |            |
| 3 | Флаг Украины · Флаг Нидерландов                     | Ангелина Калинина Аранча Рус                                   | 6 4          | 6 4 |     |            |
| 4 | Флаг Украины · Флаг Нидерландов                     | Даяна Ястремская Сюзан Ламенс                                  | 4 6          | 6 1 | 7 5 |            |
| 5 | Флаг Украины · Флаг Нидерландов                     | Людмила Киченок / Надежда Киченок Деми Схюрс / Арианне Хартоно |              |     |     | not played |